# Fraunhofer-Institut für Integrierte Schaltungen
Koordinaten: 49° 32′ 50,01″ N, 11° 1′ 10,52″ O
Das Fraunhofer-Institut für Integrierte Schaltungen IIS, auch in der Kurzbezeichnung Fraunhofer IIS genannt, ist eine Einrichtung der Fraunhofer-Gesellschaft zur Förderung der angewandten Forschung e. V. Das Institut hat seinen Sitz in Erlangen, seine Aktivitäten sind der angewandten Forschung und Entwicklung im Bereich der Informatik der Informationsverarbeitung und der Telekommunikation zuzuordnen. Fraunhofer IIS ist das größte Institut der Fraunhofer-Gesellschaft. Weitere Standorte des Instituts sind in Nürnberg, Fürth, Dresden, Ilmenau, Bamberg, Waischenfeld, Würzburg, Deggendorf, Passau, München und Triesdorf.

## Geschichte der Standorte
Die Gründung des Fraunhofer-Instituts für Integrierte Schaltungen IIS erfolgte im Jahr 1990. Ihr ging 1985 die Übernahme des Erlanger Zentrums für Mikroelektronik und Informationstechnik GmbH (ZMI) in die Fraunhofer-Gesellschaft voraus. Das Zentrum war 1984 aus einer Initiative des Förderkreises für die Mikroelektronik e. V. und der IHK Nürnberg mit Geschäftsführer Dieter Seitzer, Inhaber des Lehrstuhls für Technische Elektronik an der Friedrich-Alexander-Universität Erlangen-Nürnberg (FAU), hervorgegangen. Unter dem Dach von Fraunhofer wurde es als Arbeitsgruppe für Integrierte Schaltungen AIS mit zwei Abteilungen, der Angewandten Elektronik AIS-A (Am Wetterkreuz, Erlangen) und Bauelementetechnologie AIS-B (Artilleriestraße, Erlangen), weitergeführt. Dieter Seitzer und Heiner Ryssel, letzterer Inhaber des Lehrstuhls für Elektronische Bauelemente (LEB) an der FAU, übernahmen gemeinsam die Leitung.
Die Arbeitsgruppe für Integrierte Schaltungen AIS-A wurde 1990 in das neu gegründete Fraunhofer-Institut für Integrierte Schaltungen IIS umgewandelt und bestand seit 1993 aus den Institutsbereichen IIS-A (Integrierte Schaltungen, Bereich Angewandte Elektronik) und IIS-B (Bereich Bauelementetechnologie). Heinz Gerhäuser wird in die kollegiale Institutsleitung berufen. Seit 1999 Lehrstuhlinhaber für Informationstechnik mit dem Schwerpunkt Kommunikationselektronik LIKE an der FAU, übernahm er ab 1998 die Gesamtleitung des Instituts.
Die beiden Institutsteile IIS-A und IIS-B wurden im Jahr 2003 in zwei formal eigenständige Institute überführt: das Fraunhofer-Institut für Integrierte Schaltungen IIS in Erlangen-Tennenlohe und das Fraunhofer-Institut für Bauelementetechnologie IISB in Erlangen am Standort Schottkystraße.

### Standort Fraunhofer IIS Erlangen-Tennenlohe (Hauptsitz)
Nach der Teilung der beiden Institutsbereiche in eigenständige Institute führte Heinz Gerhäuser das Fraunhofer IIS weiter. Seit 1999 stellvertretender, ab 2011 geschäftsführender Institutsleiter wurde Albert Heuberger, der seit dem Jahr 2008 eine Professur für Drahtlose Verteilsysteme/Digitaler Rundfunk DVT an der TU Ilmenau innehatte. Ab diesem Zeitpunkt leitete er in Personalunion am Standort Ilmenau die Forschungsgruppe Drahtlose Verteilsysteme/Digitaler Rundfunk DVT. Albert Heuberger wechselte 2011 auf den Lehrstuhl für Informationstechnik mit Schwerpunkt Kommunikationselektronik LIKE an der FAU.
In den Jahren 2000 bis 2002 wurde in einem ersten Bauabschnitt das Institutsgebäude in Erlangen-Tennenlohe, Am Wolfsmantel, errichtet. Ein weiterer Bauabschnitt mit integriertem Schalllabor, Audio-/Video-Aufnahme- und Postproduktionsstudio sowie einem „Kino der Zukunft“ mit dem am Fraunhofer IDMT entwickelten Klangfeldsystem IOSONO für den Forschungsschwerpunkt Digital Cinema wurde 2008 bezogen.
Im Jahr 2007 wurde das Medizinische Test- und Anwendungszentrum METEAN (Krankenhausstraße) gegründet, im Jahr 2008 kamen die AudioLabs in Kooperation mit der FAU dazu. Das Leistungszentrum Elektroniksysteme LZE als gemeinsame Initiative der Fraunhofer-Institute IIS und IISB und der FAU sowie weiteren außeruniversitären Forschungseinrichtungen und assoziierten Partnern aus der Industrie eröffnete 2015. Zwei technologische Ausrichtungen, die Leistungselektronik und die Low-Power-Elektronik, werden hier schwerpunktmäßig erforscht.
2016 wurde die Institutsleitung um Bernhard Grill, 2019 um Alexander Martin erweitert. Stellvertretende Leiter sind Randolf Hanke und Peter Dittrich.

### Standort Fraunhofer IIS Nürnberg (Nordostpark)
1995 wurde das Fraunhofer IIS am Standort Nürnberg mit der Gründung des Fraunhofer-Anwendungszentrums für Verkehrslogistik und Kommunikationstechnik (AVK) unter der Leitung von Peter Klaus erweitert. 2002 wurde es in die Fraunhofer-Arbeitsgruppe für Technologien der Logistik-Dienstleistungswirtschaft ATL, seit 2009 Fraunhofer-Arbeitsgruppe für Supply Chain Services SCS umgewandelt. Zu diesem Zeitpunkt erfolgte der Umzug in die Forschungsfabrik im Nordostpark.
Zusätzlich wurden 2002 im Nordostpark drei, im Rahmen der High-Tech-Offensive Bayern entstandene Projektgruppen angesiedelt: Optische Kommunikationstechnologie, Netzzugangstechnik und Interoperative Systeme. Ab dem Jahr 2007 fokussieren die Aktivitäten der Arbeitsgruppe auf den Schwerpunkt „Lokalisierung und Kommunikation (LoK)“, seit 2014 als Bereich Lokalisierung und Vernetzung geführt.
2008 wird in Nürnberg das Zentrum für Intelligente Objekte (ZIO) für technologiebasierte Dienstleistungen, 2010 die Service Factory Nürnberg gegründet.
2013 wurde als Kooperation der Fraunhofer-Arbeitsgruppe für Supply Chain Services SCS, dem Institut für Psychogerontologie sowie dem Lehrstuhl für Wirtschaftsinformatik, beide an der FAU, das Zentrum für alternsgerechte Dienstleistungen ZAD eingerichtet. Leiter der Arbeitsgruppe ist seit 2016 Alexander Pflaum.
2013 wurde der Standort mit dem Test- und Anwendungszentrum L.I.N.K für Lokalisierungstechnologien, Identifikation, Navigation und eingebettete Kommunikation aufgewertet. Hier werden auf 1.400 m² Laborfläche und 10.000 m² Außengelände neue Lokalisierungs- und Kommunikationstechnologien (GPS, Galileo-Satellitennavigation, funkgestützte Ortungssysteme, RFID und Smart Object-Technologien sowie WLAN und drahtlose Sensornetze) erprobt.
2016 wurde im Nordostpark ein eigenes Gebäude für die Entwicklung neuester Lokalisierungs- und Vernetzungstechnologien eröffnet. Ein Schwerpunkt der Forschung liegt auf Lokalisierung mit 5G. Im Rahmen des vom Land Bayern geförderten Projekt "5G Bavaria" wurde das 5G-Bavaria-Testbed »Industrie 4.0« geschaffen, dass am Nordostpark beheimatet ist und für die Erprobung von Lokalisierungslösungen mit 5G von Anwendern und Unternehmen genutzt werden kann.
Seit 2018 fokussiert sich die Arbeitsgruppe für Supply Chain Services SCS auf den Schwerpunkt „Erfolg und Mehrwert durch Daten“ mit den Kernkompetenzen „Innovation and Transformation“, „Analytics and Optimization“ sowie „Data Spaces and IoT Solutions“. Das ADA Lovelace Center for Analytics, Data and Application am Standort Nürnberg (Nordostpark) kam unter der Leitung von Alexander Martin im Jahr 2018 dazu.
2019 entsteht das CoWiS als neuer Coworking Space am Standort Nordostpark.
In der Karl-Grillenberger-Str. 3 eröffnete 2014 ein Ladengeschäft JOSEPHS® – Die Service-Manufaktur. Das Konzept setzt auf die Einbindung von Besuchern in die Entwicklung, Einführung und Vermarktung von neuartigen Produkt- und Dienstleistungskonzepten. In wechselnden Testzyklen werden hier dem Endnutzer Produkte und Services vorgestellt und von diesem bewertet. 2019 wurde das JOSEPHS als eigenständiges Unternehmen aus dem Fraunhofer IIS ausgegründet.

### Standort Fraunhofer IIS Fürth (Flugplatzstraße)
Das Entwicklungszentrum Röntgentechnik (EZRT) wurde im Jahr 1998 in Erlangen gegründet und befand sich zwischen 2000 und 2013 am Standort Fürth Uferstadt. Im Jahr 2000 wurde dort die Projektgruppe Ultrafeinfokus-Röntgentechnologie angesiedelt.
Das Zentrum wird bis heute gemeinsam von Fraunhofer IIS und dem Fraunhofer-Institut für Zerstörungsfreie Prüfverfahren IZFP, Saarbrücken und Dresden betrieben. Von 2008 bis 2020 hatte Randolf Hanke die Leitung inne. Seit Oktober 2020 ist Norman Uhlmann Leiter des Entwicklungszentrums.
Im Jahr 2013 wurde der neue Standort des Entwicklungszentrum Röntgentechnik in Fürth-Atzenhof eröffnet. Hier war zwischen den Jahren 2009 und 2010 eine Hochenergie-Testhalle mit Linearbeschleuniger (LINAC) entstanden, in der große Bauteile zerstörungsfrei untersucht werden können. In direkter Nachbarschaft befinden sich die zwischen 2011 und 2013 errichteten Institutsgebäude.

### Standort Fraunhofer IIS Dresden
Im Jahr 1992 wurde als Außenstelle des Fraunhofer IIS in Dresden (Zeunerstraße) die Fraunhofer Einrichtung für die Automatisierung des Schaltkreis- und Systementwurfs (EAS), heute Institutsteil Entwicklung Adaptiver Systeme EAS, gegründet. Geleitet wurde der Standort von Günter Elst, der 1999 zum Honorar-Professor an der Technischen Universität Dresden bestellt wurde. Seit 2011 leitet Peter Schneider den Institutsteil.

### Standort Fraunhofer IIS Ilmenau (Am Vogelherd)
Im Jahr 2000 wurde in Ilmenau als Außenstelle eine Fraunhofer-Arbeitsgruppe für Elektronische Medientechnologie (AEMT) gegründet, aus der 2004 das Fraunhofer-Institut für Digitale Medientechnologie (IDMT) entstand. Die Leitung übernahm Karlheinz Brandenburg, seit 2019 leitet Joachim Bös das Institut.
2009 erfolgte in Ilmenau die Gründung der Projektgruppe Drahtlose Verteilsysteme/Digitaler Rundfunk DVT. In der Versuchsanlage Am Vogelherd befindet sich seit 2010 ein Antennenturm für den digitalen Rundfunk. Ein neues Laborgebäude und eine Forschungsplattform auf der Versuchsanlage wurden 2011 eingeweiht. 2015 wurde aus der Projektgruppe die Abteilung Elektronische Messtechnik und Signalverarbeitung des Fraunhofer IIS. Die Einrichtung bietet Testmöglichkeiten für die Forschung im Bereich Satellitenkommunikation.

### Weitere Standorte
- 1998 Einrichtung eines Gebäudekomplexes auf dem Großen Kornberg im Fichtelgebirge als Funkerprobungsstelle
- 2010 Gründung der Projektgruppe Nano-Röntgensysteme zur Materialcharakterisierung in Würzburg (Julius-Maximilians-Universität Würzburg, Campus Hubland Nord)
- 2011 Gründung der Forschergruppe Geschäftsmodelle Bamberg unter Alexander Pflaum, seit 2015 Fraunhofer IIS Kompetenzzentrum für Geschäftsmodelle in der Digitalen Welt (Feldkirchenstraße).
- 2011 Fraunhofer IIS Gründungspartner des Energie Campus Nürnberg
- 2013 Fraunhofer-Anwendungszentrum Computertomographie in der Messtechnik CT an der Hochschule für angewandte Wissenschaften Deggendorf (Dieter-Görlitz-Platz) in Kooperation mit der Wolfgang-Pfeiffer-Stiftung des Industriepartners Intercontec.
- 2013–2021 Fraunhofer-Anwendungszentrums für Drahtlose Sensorik in Coburg
- 2015 Eröffnung des Fraunhofer-Forschungscampus Waischenfeld
- 2016 Eingliederung des Forschungszentrums Magnetresonanz Bayern e. V. in den Bereich Fraunhofer-Entwicklungszentrum Röntgentechnik EZRT. Das Team um Abteilungsleiter Karl-Heinz Hiller bildet gemeinsam mit Wissenschaftlerinnen und Wissenschaftlern der Gruppe Nano-CT-Systeme am Standort Würzburg die Abteilung Magnetresonanz und Röntgen-Bildgebung MRB.
- 2017 Fraunhofer-Forschergruppe Wissensbasierte Bildverarbeitung als Kooperation zwischen dem Institut FORWISS der Universität Passau (Innstraße) und dem Entwicklungszentrum Röntgentechnik in Fürth
- 2018 Eröffnung des Mobile Health Lab Bamberg
- 2024 Eröffnung des "Fraunhofer-Zentrum für Technologien in der Pflanzen-Phänotypisierung" in Triesdorf

## Forschung und Entwicklung
Die Wissenschaftler forschen auf dem Gebiet der Mikroelektronik, der Informationsverarbeitung, der Telekommunikation, der Audio- und Multimediatechnik, dem digitalen Rundfunk, der Hochfrequenztechnik, der Lokalisierung und Navigation, der Satellitennavigation, der Logistik und der Automation im Maschinen- und Anlagenbau. Ein weiteres wichtiges Thema ist die Kameratechnik für das digitale Kino. Bilderfassung und Bilderkennung sind Schlüssel für die Qualitätskontrolle in der Fertigung, bei der Produktionsautomatisierung und in der Medizintechnik. Zu diesem Zweck werden auch intelligente Bildsensoren, Hochgeschwindigkeitskameras und Ultrafeinfokus-Röntgensysteme entwickelt.
Am Institutsteil Entwicklung Adaptiver Systeme EAS in Dresden arbeiten die Wissenschaftler speziell an der effizienten Realisierung intelligenter Systeme. Neben der funktionalen Sicherheit sowie der Zuverlässigkeit im System- und Chipentwurf gehören neuartige Ansätze in der Systemintegration, die Analyse großer Datenmengen (Big Data) und intelligente Steuerungen in der Automatisierung zu den Arbeitsschwerpunkten. Abgestimmt auf die aktuellen und zukünftigen Anforderungen der Wirtschaft entstehen zum Beispiel im Umfeld des maschinellen Lernens adaptive und robuste technologische Lösungen.
Die „Arbeitsgruppe für Supply Chain Services“ (SCS), früher „Arbeitsgruppe für Technologien der Logistik-Dienstleistungswirtschaft“ (ATL), in Nürnberg entwickelt innovative Lösungen für den Transport von Personen, Gütern und Informationen.
Das „Engineering Center for Smart Objects in Logistics“ (EC-SOL) in Fürth nutzt die Fortschritte bei den Basistechnologien für die Realisierung von intelligenten logistischen Objekten und erforscht neue Einsatzmöglichkeiten.

## Kooperationen
Eine vielseitige Kooperation besteht mit der Friedrich-Alexander-Universität Erlangen-Nürnberg.
Das Fraunhofer IIS ist Mitglied folgender Fraunhofer-interner Verbünde und Allianzen:
- Fraunhofer-Verbund Informations- und Kommunikationstechnik (IuK)
- Fraunhofer-Verbund Mikroelektronik (VµE)
- Fraunhofer-Verbund Verteidigung und Sicherheitsforschung (VVS)
- Fraunhofer-Allianz Vision
- Fraunhofer-Allianz Digital Cinema
- Fraunhofer-Allianz Grid Computing

Eine enge Zusammenarbeit auf dem Gebiet der Audio- und Multimediatechnik besteht mit dem Fraunhofer-Institut für Digitale Medientechnologie (IDMT) in Ilmenau. Dieses Fraunhofer-Institut ist 2004 aus einer zum Fraunhofer IIS gehörenden Arbeitsgruppe entstanden.
Außerdem ist das Fraunhofer IIS eines von 13 Instituten, die seit 2017 als Forschungsfabrik Mikroelektronik Deutschland (FMD) kooperieren. Unter einem virtuellen Dach bündelt die FMD die Expertise von elf Fraunhofer-Instituten des Fraunhofer-Verbunds Mikroelektronik und des Ferdinand-Braun-Instituts, Leibniz-Institut für Höchstfrequenztechnik (FBH), sowie des Leibniz-Instituts für innovative Mikroelektronik (IHP). Standort- und technologieübergreifend werden gemeinsam aktuelle und künftige Herausforderungen der Elektronikforschung angegangen sowie wichtige Entwicklungsimpulse für die Technologie von Morgen gesetzt. 

## Ausgründungen
Seit 1986 sind durch Ausgründungen in die freie Wirtschaft insgesamt mehrere Unternehmen entstanden. Ihre Produkte und Dienstleistungen umfassen u. a. die Gebiete
- Bewegungsanalysesysteme
- Elektronikschaltungen für Spezialanwendungen und Nischenprodukte
- Machbarkeitsstudien über ATE-Module und Messgeräte, Qualitätsmessungen im Audiobereich
- Entwicklung industrieller Kameras und Photonics-Equipment
- Röntgenkameras, automatische Röntgenprüfsysteme und Qualitätssicherungssysteme
- Entwicklung von Audiocodecs (AACplus, mp3PRO) für Mobilgeräte und niedrige Datenraten
- Rundfunküberwachung sowie Einbettung von Audiowasserzeichen.

Daneben wurde 1997 eine Tochterfirma der Fraunhofer-Gesellschaft gegründet, die Innovationszentrum für Telekommunikationstechnik GmbH IZT. Arbeitsbereiche sind die Mess-, Prüf- und Informationstechnik sowie drahtlose Anwendungen und digitaler Rundfunk. Das Unternehmen entwickelt serienreife Produkte und schließt mit Kleinserienfertigung die Lücke zwischen Prototypen und Serienprodukten.

## Infrastruktur
An den Standorten in 12 Städten sind mehr als 1200 Mitarbeitende tätig.
Im Jahr 2023 konnte das Fraunhofer IIS finanzielle Mittel in Höhe von 247 Millionen Euro einwerben. Davon deckten Erträge aus der Wirtschaft den Haushalt zu 47 Prozent. Weitere Mittel kamen durch öffentliche Projekte, die institutionelle Förderung der Fraunhofer-Gesellschaft und sonstige Erträge.
Geschäftsführender Leiter des Fraunhofer IIS ist seit dem 1. Oktober 2011 Albert Heuberger, der die Nachfolge Heinz Gerhäusers antrat, der von 1998 bis 2011 diese Position innehatte. Die weiteren Institutsleiter sind Bernhard Grill und Alexander Martin, die stellvertretende Institutsleitung haben Randolf Hanke und Peter Dittrich inne. 

## Preise und Auszeichnungen
- Joseph-von-Fraunhofer-Preis 1991 an Hans Hauer, Armin Deierling und Franz Cepl für das "Monolithisch integrierte Einseitenband-Sende- und Empfangsmodul zur Realisierung eines dezentralen Sprach- und Signal-Übertragungssystems"
- Joseph-von-Fraunhofer-Preis 1992 an Ernst Eberlein, Jürgen Herre und Bernhard Grill für die Arbeiten zur »Datenraten-Reduktion von digital codierten Audiosignalen zur Übertragung und Speicherung«
- Joseph-von-Fraunhofer-Preis 1994 an Friedrich G. Böbel, Norbert Bauer und Heino Möller für ihre Arbeiten zur »Pyrometrischen Interferometrie – einem neuen Messverfahren zur In-situ-Kontrolle von Beschichtungsprozessen«
- Joseph-von-Fraunhofer-Preis 1995 an Stefan Rudischhauser, Thomas Reichel und Thomas Desel für ihre Arbeiten zur »Entwicklung eines mehrkanaligen Messwertaufnehmers für medizintechnische Anwendungen«
- Joseph-von-Fraunhofer-Preis 1996 an Christian Backert und Hans Bloß für ihre Arbeiten zur Entwicklung eines »Digitalen Hochgeschwindigkeits-Videosystems«
- Georg-Waeber-Innovationspreis 1997 an Roland Plankenbühler und Michael Darkow für ihren Beitrag zu Entwicklungen für »Neue System- und Endgerätetechnik bei der Fernseh- und Testmarktforschung«
- Georg-Waeber-Innovationspreis 1999 an Martin Dietz und Otto Witte, Micronas / Intermetall  für die Programmierung des weltweit ersten »MP3-Single-Chip-Decoder«
- Fraunhofer-Jubiläumspreis 1999 an Ernst Eberlein, Robert Friedrich und Stefan Meltzer für ihren Beitrag zur WorldSpace-Mission
- Deutscher Zukunftspreis 2000 an das vierzigköpfige Audio-Entwicklerteam, darunter Harald Popp, Karlheinz Brandenburg und Bernhard Grill, für die hervorragende naturwissenschaftliche und technische Innovation »mp3 – Komprimierung von Audiosignalen in Hi-Fi-Qualität für Internet und Rundfunk«
- Joseph-von-Fraunhofer-Preis 2001 an Randolf Hanke, Ulf Haßler und Thomas Wenzel für ihre Arbeiten über » ISAR – ein intelligentes System zur automatischen Radioskopie«
- Georg-Waeber-Innovationspreis 2001 an Rainer Perthold, IZT GmbH und Gerald Ulbricht für ihren Beitrag zu Entwicklungen auf dem Gebiet »Kompakte Sender für den digitalen Rundfunk«
- Georg-Waeber-Innovationspreis 2003 an Stefan Mödl und Norbert Weber für ihren Beitrag zu Entwicklungen auf dem Gebiet » Geschwindigkeitssensoren auf Basis des Mikrowellen-Doppler-Effekts«
- Embedded Award 2004 für besonders innovative Produkte und Dienstleistungen im Bereich Software für den »Messeführer auf Basis von Indoornavigation« des Fraunhofer IIS
- Joseph-von-Fraunhofer-Preis 2004 an Eric Allamanche, Jürgen Herre und Markus Cremer für ihre Arbeiten über »AudioID – robuste inhaltsbasierte Identifikation von Audiosignalen«
- Georg-Waeber-Innovationspreis 2006 an Jürgen Hupp (Fraunhofer IIS) und Berthold Herner (CeoTronics GmbH) für ihre gemeinsame Arbeit »Entwicklung eines digitalen, drahtlosen Sprachkonferenzsystems für mobile Einsatzgruppen unter schwierigen Umgebungsbedingungen«
- 1. Platz in der Förderschiene »Systems on Chip« im Wettbewerb FIT-IT 2007
- Vorhaben BEYOND als Zusammenarbeit zwischen Infineon Austria, der TU Graz und dem Fraunhofer IIS mit dem Ziel der Entwicklung einer hoch innovativen Technologieplattform für neue serielle Datenbus-Systeme
- Max-Grundig-Gedächtnispreis auf dem Gebiet der Erforschung neuer Materialien und Verfahren 2008 an Randolf Hanke, Leiter des Fraunhofer-Entwicklungszentrums Röntgentechnik in Fürth
- Ausgewählter Ort im Land der Ideen: Im Fraunhofer-Innovationscluster »Personal Health« kooperieren Partner aus den Bereichen Medizintechnik, Klinik, Forschung und Dienstleistung interdisziplinär, um Anwendungen und Dienstleistungen für die persönliche Gesundheitsassistenz zu entwickeln. Dafür erhielt das Medizintechnische Test- und Anwendungszentrum METEAN 2008 als Schlüsselprojekt des Clusters die Auszeichnung.
- Innovationswettbewerb Medizintechnik 2010 für das Knochenmark-Forschungsprojekt
- Joseph-von-Fraunhofer-Preis 2011 an Marc Gayer, Manfred Lutzky und Markus Schnell für die Low-Delay-AAC-Technologie
- embedded AWARD 2011 für HD-Kamera mit integriertem DVB-T-Sender
- Auszeichnung des Bundeswirtschaftsministeriums auf der CeBIT 2011 an das Fraunhofer IIS, Institutsteil EAS
- Bayerischer Maximiliansorden an Heinz Gerhäuser im Jahr 2012
- Innovationspreis Mikroelektronik 2012 für Polarisationskamera POLKA
- Sonderpreis embedded world 2013 für wartungsfreies und energieautarkes, drahtloses Multi-Hop-Sensornetz
- Joseph-von-Fraunhofer-Preis 2013 an Hans-Peter Hohe, Markus Stahl-Offergeld und Michael Hackner für 3D-Hall-Sensor
- Joseph-von-Fraunhofer-Preis 2014 an Siegfried Fößel und Heiko Sparenberg für Software easyDCP
- Eduard-Rhein-Preis 2015 für mp3-Erfinderteam
- Joseph-von-Fraunhofer-Preis 2015 an Harald Popp, Oliver Hellmuth und Jan Plogsties für Cingo® und Symphoria®
- Netzwerkpreis »Gemeinsam sind wir stark« 2016 an Albert Heuberger
- Joseph-von-Fraunhofer-Preis 2016 an Alexander Zink, Martin Speitel, Max Neuendorf für die Entwicklung der Grundlagen des Digitalradios und der Weiterführung bis zum Marktdurchbruch
- Ausgezeichneter Ort im Land der Ideen 2017 für Innovationslabor JOSEPHS®
- Joseph-von-Fraunhofer-Preis 2017 an Markus Multrus, Guillaume Fuchs und Stefan Döhla für Enhanced Voice Services EVS
- Joseph-von-Fraunhofer-Preis 2018 an Michael Böhnel, Nils Reims und Michael Salamon für XXL-Computertomographie
- Joseph-von-Fraunhofer-Preis 2019 an Norbert Franke, Thomas von der Grün vom Fraunhofer IIS und Thomas Pellkofer, jogmo world corp. für Echtzeit-Auswertung für Live-Analysen
- Joseph-von-Fraunhofer-Preis 2020 an Wolfgang Felber, Günter Rohmer und Alexander Rügamer für Täuschungssichere Satellitennavigation
- Sieger des Pilotinnovationswettbewerbs »Energieeffiziente KI-Systeme« des Bundesministeriums für Bildung und Forschung (BMBF) für Energiesparsamen KI-Chip
- Joseph-von-Fraunhofer-Preis 2021 an Michael Schlicht, Josef Bernhard und Gerd Kilian für das neue, marktreif entwickelte Funkübertragungssystem mioty®
- Joseph-von-Fraunhofer-Preis 2022 an Heinrich Milosiu, Markus Eppel und Frank Oehler für den RFicient®-Chip
- Joseph-von-Fraunhofer-Preis 2023 an Harald Fuchs, Achim Kuntz und Adrian Murtaza für die Entwicklung des MPEG-H Audio Systems